# Џорџ Ортон
Џорџ Ортон (енгл. George Washington F. Orton; 10. јануар 1873 — 25. јун 1958) је био канадски атлетичар на преласку из 19. у 20. век. Био је члан клуба Лакрос и Атлетска асоцијација Торонто у Торонту. Такмичио се у препонским тркама на Олимпијским играма 1900. Паризу.

## Биографија
Рођен је у Strathroy у Онтарију. Студирао је на Универзитету у Торонту пре преласка на Универзитет у Пенсилванији 1893. године. У то време, већ је био један од најбољих тркача на средње стазе у Северној Америци. Освајао је титуле првака у Канади, САД и Уједињеном Краљевству у трчању на једну и две миље као и у тркама са препонама и препрекама. Време које је постигао 1892. у трци на један колиметар од 4:21,8 минута, остало је као канадски рекорд 30 година касније. Укупно је постигао 121. победу.
Ортон је докторирао у 1896, али је остао активан у свом спорту. Круна на каријеру су биле Летње олимпијске игре 1900. у Паризу, где се такмичио у три дисциплине: једну са препонама и две са препрекама. У дисциплини 2.500 м препреке освојио је златну медаљу. Затим је освојио бронзу на 400 м са препонама. Трећу дисциплину 4.000 м са препрекама завршио је као пети. Ове медаље су биле једине које је Канада освојила на овим играма.
Џорџ Ортон је Канади донео прве олимпијски медаље и титулу олимпијског победника, иако се то није одмах препознало. У време Олимпијских игара 1900. национални тимови нису постојали, а Ортон се пријавио за амерички Пенсилванија универзитет, па се претпостављало да је Американац.
Поред атлетске каријере био је веома добар фудбалер, а играо је хокеј и крикет. У својој 50 години 1923. још је играо фудбал за Merchantville у Филадејфијској лиги. Био је атлетски тренер на Универзитету у Пенсилванији, где је написао књигу о историји атлетике на универзитету. Ушао је у Кућу славних и Олимпијску кућу славних у Канади.
Џорџ Ортон је умро 1958. у 85 години у Мередиту, Њу Хемпшир.